# Diocèse de Laredo
Le diocèse de Laredo (latin : Dioecesis Laredanus, espagnol : Diócesis de Laredo) est un diocèse catholique situé aux États-Unis, dans l'État du Texas. Il a été érigé le 3 juillet 2000. La cathédrale San Agustin de Laredo est l'église mère du diocèse. 
Son évêque actuel est James Anthony Tamayo.  

## Histoire
Le 3 juillet 2000, le pape Jean-Paul II érige le diocèse de Laredo et lui attribue des comtés auparavant sous l'autorité de l'archidiocèse de San Antonio et du diocèse de Corpus Christi. Il nomme comme premier évêque de Laredo Mgr James Anthony Tamayo, jusque là évêque auxiliaire du diocèse de Galveston-Houston.
Le 9 août 2000, le nonce apostolique aux États-Unis préside la cérémonie de création de diocèse et d'installation de l'évêque. Il lit les lettres apostoliques et installe Mgr Tamayo en présence de 25 évêques, plus de 200 prêtres, 50 diacres et 3000 fidèles, réunis pour l'occasion au Laredo Civic Center.

## Territoire
Le diocèse de Laredo couvre 7 comtés du sud-ouest du Texas. Il est limitrophe de la frontière mexicaine. Ces comtés sont: Webb, Zapata, Jim Hogg, Maverick, Zavala, Dimmit et La Salle. Les 3 premiers relevaient précédemment du diocèse de Corpus Christi, les 3 suivants de l'archidiocèse de San Antonio, et le dernier était partagé entre ces deux diocèses.

## Paroisses
Paroisses du diocèse de Laredo qui faisaient auparavant partie de l'archidiocèse de San Antonio. Par ordre de fondation: 
- 1859 - Notre-Dame du Refuge, Eagle Pass
- 1881 - Notre-Dame de Guadalupe, Carrizo Springs
- 1882 - Sacré-Cœur, Cotulla
- 1917 - Sacré-Cœur, Crystal City
- 1917 - Saint-Joseph, La Pryor
- 1918 - Immaculée Conception, Asherton
- 1966 - Sacré-Cœur, Eagle Pass
- 1967 - Saint-Joseph, Eagle Pass

## Enseignement catholique

### Lycées (High Schools)
- Lycée diocésain Saint-Augustin, fondé en 1927

### Écoles primaires et maternelles
- École du Saint-Sacrement, paroissiale, à Laredo, fondée en 1960
- École Notre-Dame-de-Guadalupe, diocésaine, à Laredo, fondée en 1904
- École primaire Saint-Augustin, diocésaine, à Laredo, fondée en 1928
- École Mémoriale Saint-Pierre, diocésaine, à Laredo, fondée en 1925
- École Marie Auxiliatrice, privée, à Laredo, fondée en 1935
- École Notre-Dame-du-Refuge, diocésaine, à Eagle Pass, fondée en 1883[1]

## Médias
- Magazine La Fe
- Radio KHOY

## Voir également
- Église catholique aux États-Unis
- Liste des juridictions catholiques aux États-Unis